# Adatkezelő
Az adatvédelmi törvény az adatkezelő fogalmát így definiálja:
az a természetes vagy jogi személy, illetve jogi személyiséggel nem rendelkező szervezet, aki vagy amely az adatok kezelésének célját meghatározza, az adatkezelésre (beleértve a felhasznált eszközt) vonatkozó döntéseket meghozza és végrehajtja, vagy az általa megbízott adatfeldolgozóval végrehajtatja.

## Személyes adatok kezelése
Személyes adatok kezelése esetén figyelembe kell venni az erről szóló adatvédelmi törvény előírásait. A kényszerű adatkezelés sértheti az egyén információs önrendelkezési jogát. Az érintett önkéntes beleegyezése alkalmas eszköz az önrendelkezés biztosítására.
Az államigazgatási szervek általában egy törvény előírása alapján lesznek adatkezelők és az esetek többségében kötelező adatkezelést végeznek egy-egy társadalmilag fontos feladat ellátása érdekében. Ezeken túl vannak azok a szervezetek, vállalkozások vagy személyek akik saját tevékenységük végzése érdekében kezelnek személyes adatokat.